# Simone Ashley

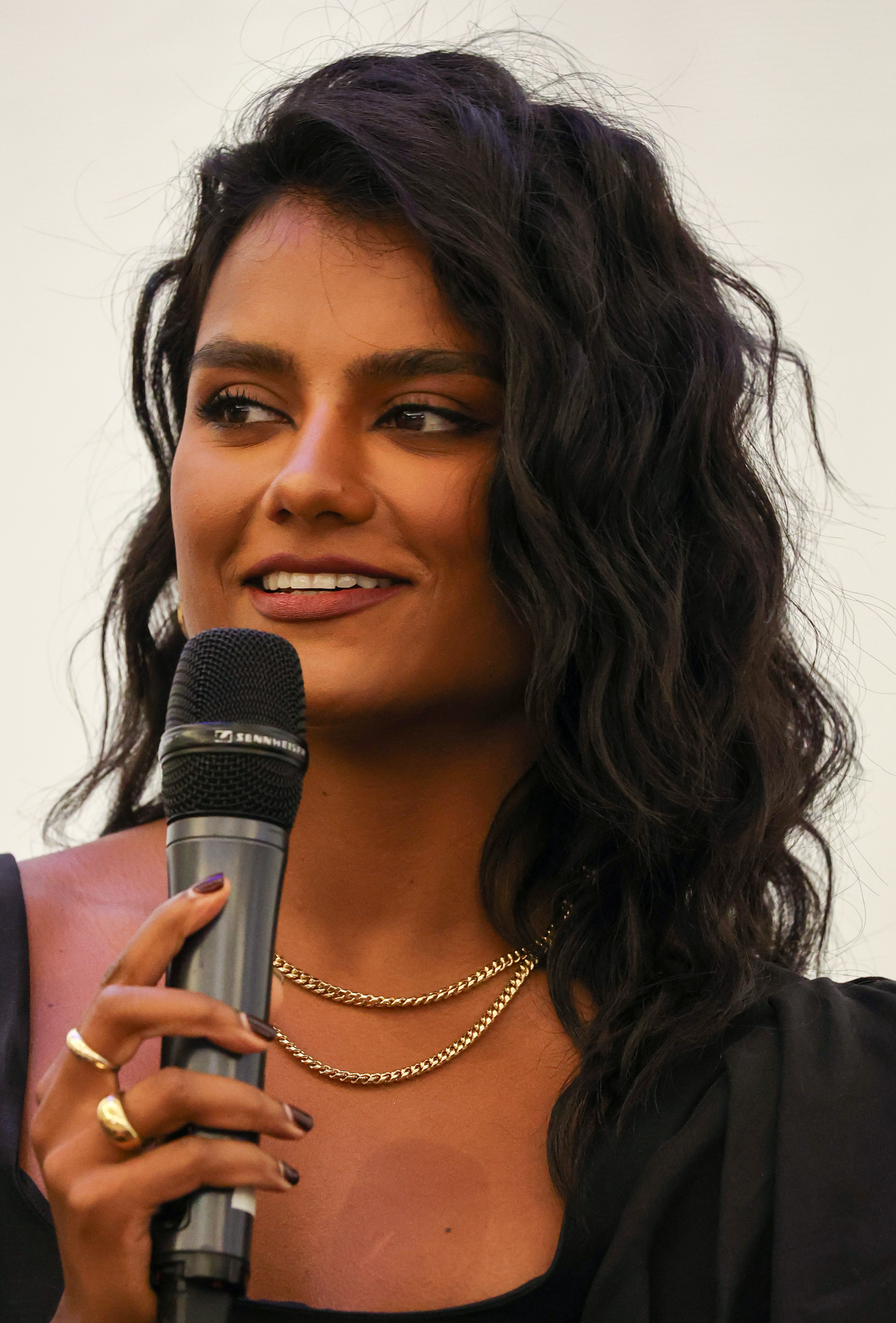
Simone Ashley (2022)

Simone Ashley (* 30. März 1995 in Camberley als Simone Ashwini Pillai) ist eine britische Schauspielerin.

## Leben
Simone Ashley wurde als Tochter indischer Eltern geboren. Ihre Schauspielausbildung erhielt sie an der Arts Educational School im Londoner Stadtteil Chiswick.
Erste Episodenrollen hatte sie 2016 in Wolfblood – Verwandlung bei Vollmond und der BBC-Miniserie Guilt sowie 2017 in Broadchurch und Strike. 2019 war sie im Fantasy-Abenteuerfilm Pokémon Meisterdetektiv Pikachu und einer Folge der BBC-Serie Casualty zu sehen. Ab 2019 verkörperte sie in der Netflix-Serie Sex Education die Rolle der Olivia Hanan. In der deutschsprachigen Fassung lieh ihr Romina Langenhan die Stimme. In der ITV-Miniserie The Sister spielte sie 2020 die Rolle der Elise Fox.
In der am 25. März 2022 veröffentlichten zweiten Staffel der Netflix-Serie Bridgerton übernahm sie an der Seite von  Jonathan Bailey  als Anthony Bridgerton und Charithra Chandran als ihre jüngere Schwester Edwina die weibliche Hauptrolle der Kate Sharma. 2022 listete Forbes sie als eine der 30 Under 30 in der Kategorie Entertainment.
2023 trat sie in einem Werbespot mit George Clooney und Julia Garner in Erscheinung. In dem Indie-Thriller This Tempting Madness unter der Regie von Jennifer E. Montgomery erhielt sie die Hauptrolle.
Für den Pirelli-Kalender 2025 stand sie als Model vor der Kamera. Für Prime Video drehte sie an der Seite von Hero Fiennes Tiffin die romantische Komödie Prophezeiung... Liebe (2025) basierend auf dem australischen Spielfilm Five Blind Dates (2024). 2025 wurde sie für die Fortsetzung von Der Teufel trägt Prada besetzt.

## Filmografie (Auswahl)
- 2016: Wolfblood – Verwandlung bei Vollmond (Wolfblood, Fernsehserie, zwei Episoden)
- 2016: Guilt – A Simple Plan (Miniserie)
- 2017: Broadchurch (Fernsehserie, zwei Episoden)
- 2017: Strike – The Cuckoo's Calling: Part 3 (Fernsehserie)
- 2017: L'ispettore Coliandro – Mortal Club (Fernsehserie)
- 2018: Doctors – Any Moment (Fernsehserie)
- 2018: Boogie Man
- 2018: Kill Ben Lyk
- 2018: Sparrow (Kurzfilm)
- 2019: Pokémon Meisterdetektiv Pikachu (Pokémon Detective Pikachu)
- 2019: Casualty (Fernsehserie, eine Episode)
- 2019: Lie of You (Fernsehfilm)
- 2019–2021: Sex Education (Fernsehserie, 15 Episoden)
- 2020: Because the Night (Fernsehserie)
- 2020: The Sister (Miniserie, drei Episoden)
- seit 2022: Bridgerton  (Fernsehserie)
- 2023: Arielle, die Meerjungfrau (The Little Mermaid)
- 2024: The Night Before Christmas in Wonderland (Stimme)
- 2025: Prophezeiung... Liebe (Picture This)
- 2025: F1

## Auszeichnungen
- 2024: Festival de Télévision de Monte-Carlo: Internationale Goldene Nymphe für das vielversprechendste Schauspieltalent[23]